# Podravno
Podravno är en förstörd befolkad plats i Bosnien och Hercegovina.   Den ligger i entiteten Republika Srpska, i den östra delen av landet, 70 km öster om huvudstaden Sarajevo. Podravno ligger 742 meter över havet och antalet invånare är 156.
Terrängen runt Podravno är lite bergig. Närmaste större samhälle är Milići, 11,1 km norr om Podravno. 
I omgivningarna runt Podravno växer i huvudsak blandskog. Runt Podravno är det ganska tätbefolkat, med 67 invånare per kvadratkilometer.